# 妖怪ウォッチ♪
『妖怪ウォッチ♪』（ようかいウォッチ）は、レベルファイブより発売されているゲームソフト『妖怪ウォッチ』シリーズを原作とする日本のテレビアニメ。

## 概要
『妖怪ウォッチ』アニメシリーズ第5作。2019年放送の『妖怪ウォッチ!』に続く本編シリーズ第3期に当たる。2021年4月9日よりテレビ東京系列にて放送。2022年4月15日放送の第51話よりTVerの『テレ東系リアルタイム配信』に対応。
前作『妖怪学園Y 〜Nとの遭遇〜』には非関与だった加藤陽一がシリーズ構成・脚本として復帰。音響監督に千葉繁がシリーズ初参加。
なお、長年本シリーズの映像ソフトはKADOKAWAメディアファクトリーレーベルから販売されていたが、メディアファクトリーのブランド終了に伴い、DVD『妖怪学園Y 〜Nとの遭遇〜』（第16巻）を最後に降板したため、それまで関連楽曲を発売してきたエイベックス傘下のエイベックス・ピクチャーズが引き継いだ。
主人公の天野ケータが初代妖怪ウォッチ・妖怪ウォッチ零式を再び使用するほか、主題歌の再起用など、第1作（無印版）を踏襲した原点回帰がはかられている。一方、オンラインパーティ、キャッシュレス社会、YouTuberなど、人間界の新たな流行に妖怪たちが戸惑う場面もみられた。
これまでに登場した妖怪が再登場する一方で新しく登場する妖怪は少なく、それに伴いケータが新たな妖怪メダルを入手する展開も少なくなった。
本作をもって、2014年1月より9年3ヶ月続いた『妖怪ウォッチ』のアニメシリーズは一旦休止となる。

### アバンタイトル
本編開始前には、ジバニャン・ウィスパーのナレーションで、二人が重なりブチニャンになる映像と「部屋を明るくしてテレビから離れて見てください」の注意が表示される。

### エンディング
次回予告は、テレビ放送で第21話までは提供クレジット枠にてサブタイトルのみ表記され、内容はYouTubeチャンネル『妖Tube』ほか公式SNSのみ配信されていたが、第22話以降はテレビ放送にも組み込まれるようになった。

## コーナー
妖怪ニャハ体験／妖怪まちがいさがし
第2話以降のオープニング開始前に放送されるアハ体験風のクイズコーナー。
発表!妖怪似顔絵記者会見
視聴者から届いた妖怪の似顔絵を、ジバニャン扮する「ジバ官房長官」が記者会見スタイルで紹介。
ウィスパーからの挑戦状
ウィスパーが隠れている場所を探したり、一部分のみ見えている妖怪を当てるクイズコーナー。

## キャスト
- 天野景太（ケータ） - 戸松遥
- ウィスパー - 関智一
- ジバニャン - 小桜エツコ
- 木霊文花（フミちゃん）、コマさん、コマじろう - 遠藤綾
- 熊島五郎太（クマ） - 奈良徹
- 今田干治（カンチ） - 佐藤智恵

## スタッフ
- 企画原案/エグゼクティブアドバイザー - 日野晃博
- 原作 - レベルファイブ
- 連載 - 月刊コロコロコミック
- 妖怪&キャラクターデザイン原案 - 長野拓造、田中美穂
- 企画設定協力 - 本村健
- シリーズ構成 - 加藤陽一
- キャラクターデザイン - 山田俊也
- 総作画監督 - 武内啓、阿部千秋
- 美術監督 - 桐本裕美子
- 美術設定 - 青木薫、村山夏子
- 色彩設計 - 角野江美
- 撮影監督 - 山越康司
- 編集 - 小守真由美
- 音楽 - 西郷憲一郎
- 音響監督 - 千葉繁
- 制作担当 - 河北学（第1話 - 第31話）→引田崇人（第32話 - 第98話）
- アニメーションプロデューサー - 井上たかし
- アニメーション制作 - OLM TEAM INOUE
- プロデューサー - 紅谷佳和（テレビ東京）、滝野圭輔（第1話 - 第25話）→川崎あやね（第26話 - 第74話）→守屋光春（第75話 - 第98話）
- プログラムマネージャー - 丸茂礼（テレビ東京）、飯田将太
- 監督 - 泉保良輔
- 監督補佐 - 北條史也（第1話 - 第24話）
- 製作 - テレビ東京、電通、OLM[注 5]

## 主題歌

### オープニング
「ゲラゲラポーの唄」（#1 - #65）
キング・クリームソーダによるオープニングテーマ。作詞はMotsu、作曲・編曲は菊谷知樹。
「ギョロリング♪」（#66 - #98）
nanamiによるオープニングテーマ。作詞は高木貴司、作曲・編曲はS.KAWAI。

### エンディング
「妖怪たいそう」（#1 - #74）
ジバニャンコマさんヨシキりさ♪（小桜エツコ・遠藤綾・吉木りさ）によるエンディングテーマ。 作詞はラッキィ池田と高木貴司、作曲・編曲は菊谷知樹。
「ようかいたいそう♪」（#75 - #98）
金子みゆ＆ジバニャンコマさん（金子みゆ（LinQ）・小桜エツコ・遠藤綾）によるリニューアル版。

## 各話リスト
- メインの回は各話ごとに太字で表記。

| 話数   | サブタイトル | 脚本                           | 絵コンテ                                                                            | 演出                                                                                | 作画監督 | 放送日 （TXN） |
| ------ | --- | ------------------------------ | ----------------------------------------------------------------------------------- | ----------------------------------------------------------------------------------- | --- | -------------- |
| 第1話  | 妖怪がいる？4コマさん〜おひさしぶりズラ！〜発表！妖怪似顔絵記者会見ヨウカイスイッチ！手を洗おう妖怪劇場〜桃太郎〜                                                                           | 加藤陽一                       | 矢野博之                                                                            | 熨斗谷充孝                                                                          | 西山華怜 安斉佳恵 RYU SE HYEONG                                                                                           | 2021年 4月9日  |
| 第2話  | 妖怪ニャハ体験悪夢のリモートパーティー4コマさん〜手品〜発表！妖怪似顔絵記者会見ヨウカイスイッチ！めざせ人気妖怪！妖怪劇場〜浦島太郎〜                                                       | 大知慶一郎                     | 榎本明広                                                                            | 栗井重紀                                                                            | 白石悟 柳瀬譲二 高橋紀子 斉藤香織                                                                                         | 4月16日        |
| 第3話  | 妖怪ニャハ体験キャッシュレス！お金ナイダー！4コマさん～カレンダー～発表！妖怪似顔絵記者会見ヨウカイスイッチ！ウィスパーの秘められた力ひと狩り行くズラ！～ノガッパ～                         | 鴻野貴光                       | 豆冨こびい                                                                          | 日下部優樹                                                                          | 阿部千秋 西山華怜 安斉佳穂                                                                                                | 4月23日        |
| 第4話  | 妖怪ニャハ体験スーパー妖チューバー ケータ！4コマさん～ブランコ～発表！妖怪似顔絵記者会見ヨウカイスイッチ！コマさんの100万円生活妖怪劇場～シンデズラ～                                       | 永野たかひろ                   | 中村里美                                                                            | 藤代和也                                                                            | 石動仁 小宮山由美子 白石悟                                                                                                | 4月30日        |
| 第5話  | 妖怪ニャハ体験負けられないクレーンゲーム4コマさん～花うらない～発表！妖怪似顔絵記者会見乙女のアイドル道妖怪劇場～金のオーノー！銀のオーノー！～                                             | 赤尾でこ                       | 興満録助                                                                            | 内宮野光希                                                                          | 川口弘明 Ryu Se Hyeong | 5月7日         |
| 第6話  | 妖怪ニャハ体験ねり消し大ブーム！4コマさん～読み聞かせ～発表！妖怪似顔絵記者会見ヨウカイスイッチ！地獄のどんよりエレベーター妖怪劇場～王子様のキス～                                         | 井上亜樹子                     | ユキヒロマツシタ                                                                    | 森田侑希                                                                            | 飯飼一幸 高橋紀子 兼子秀敬                                                                                                | 5月14日        |
| 第7話  | 妖怪ニャハ体験爆誕！最強おならユニット！4コマさん～電動歯ブラシ～発表！妖怪似顔絵記者会見夢の妖怪パッドエアー！妖怪劇場～うぃっすと豆の木～                                                 | 加藤陽一                       | 矢野博之                                                                            | 岩田義彦                                                                            | 阿部千秋 西山華怜 鈴木伸一                                                                                                | 5月21日        |
| 第8話  | 妖怪ニャハ体験ママって呼んで！4コマさん～だるま落とし～発表！妖怪似顔絵記者会見母熊たずねて三千里クマ！ひと狩り行くズラ！～セミまる～                                                       | 鴻野貴光                       | 吉本毅                                                                              | 吉本毅                                                                              | 横山隆 | 5月28日        |
| 第9話  | 妖怪ニャハ体験マンガを止めるな！4コマさん～野球～発表！妖怪似顔絵記者会見ヨウカイスイッチ！妖怪クッキングスタジアム妖怪劇場～こぶとりじいさん～                                             | 永野たかひろ                   | ユキヒロマツシタ                                                                    | 熨斗谷充孝                                                                          | 川口弘明 西山華怜 安斉佳穂                                                                                                | 6月4日         |
| 第10話 | 妖怪ニャハ体験あまのじゃくなケンカ4コマさん～工作～発表！妖怪似顔絵記者会見夢の通信回線!? その名も10G！妖怪劇場～忍者屋敷～                                                                 | 井上亜樹子                     | 豆冨こびい 熊丸大介                                                                 | 栗井重紀                                                                            | 白石悟 柳瀬譲二 高橋紀子 兼子秀敬 飯飼一幸                                                                                | 6月11日        |
| 第11話 | 妖怪ニャハ体験ハッピーバースデー！オ・レ！4コマさん～ちょうちょ結び～発表！妖怪似顔絵記者会見ジバニャンのチョコボー工場見学だニャン！妖怪劇場～夢のチョコボーハウス～                       | 赤尾でこ                       | 矢野博之                                                                            | 内野宮光希                                                                          | 阿部千秋 Ryu Se Hyeong | 6月18日        |
| 第12話 | 妖怪ニャハ体験激闘！年に一度のチャックロワイヤル！4コマさん～もしかして～発表！妖怪似顔絵記者会見盗まれたハラマキ妖怪劇場～赤ずきんちゃん～                                                 | 加藤陽一                       | 島崎奈々子                                                                          | 藤代和也                                                                            | 石動仁 小宮山由美子 白石悟                                                                                                | 6月25日        |
| 第13話 | 妖怪ニャハ体験着替えがこんがらギャル！4コマさん～七夕～発表！妖怪似顔絵記者会見ヨウカイスイッチ！オロチ最強への道！ひと狩り行くズラ！～のぼせトンマン～                                     | 鴻野貴光                       | 須藤典彦                                                                            | 岩田義彦                                                                            | 安斉佳恵 西山華怜 Han Hyun Ji                                                                                             | 7月2日         |
| 第14話 | 妖怪ニャハ体験楽しい時間は一瞬ボーイ4コマさん～トッピング～発表！妖怪似顔絵記者会見ブシニャンが斬る!?妖怪劇場～三匹のコマ～                                                                 | 加藤陽一                       | 豆冨こびい                                                                          | 森田侑希                                                                            | 飯飼一幸 高橋紀子 兼子秀敬                                                                                                | 7月9日         |
| 第15話 | 妖怪ニャハ体験うずらの卵と万尾獅子4コマさん～サメ～発表！妖怪似顔絵記者会見ヨウカイスイッチ！探訪！妖怪いわくつき物件妖怪劇場～うぃっすん法師～                                             | 永野たかひろ                   | ユキヒロマツシタ                                                                    | 日下部優樹                                                                          | 川口弘明 桝井一平 Ryu Se Hyeong                                                                                           | 7月16日        |
| 第16話 | 妖怪ニャハ体験調理実習はてんてこまい！4コマさん～糸通し～発表！妖怪似顔絵記者会見届け！ジバニャンの応援妖怪劇場～ウィスパーの記者会見～                                                     | 井上亜樹子                     | 吉本毅                                                                              | 吉本毅                                                                              | 横山隆 | 7月23日        |
| 第17話 | 妖怪ニャハ体験ネガティブーンな通知表4コマさん～スイカ割り～発表！妖怪似顔絵記者会見ふぶキャン！ひと狩り行くズラ！～ガシャどくろ～                                                           | 鴻野貴光                       | 榎本明広                                                                            | 内野宮光希                                                                          | 西山華怜 安斉佳恵 桝井一平 野上慎也 Han Hyun Ji                                                                           | 7月30日        |
| 第18話 | 妖怪ニャハ体験プライ丼がゆるさねえ！4コマさん～いたいのいたいのとんで～？～発表！妖怪似顔絵記者会見キュウビのキュンキュン大作戦♪妖怪劇場～妖怪検定10級～                                    | 赤尾でこ                       | 須藤典彦                                                                            | 栗井重紀                                                                            | 白石悟 高橋紀子 兼子秀敬 飯飼一幸                                                                                         | 8月13日        |
| 第19話 | 妖怪ニャハ体験かゆかゆの夏、ニッポンの夏4コマさん～マスク～発表！妖怪似顔絵記者会見完全破壊!?ロボニャンF型！妖怪劇場～うぃっ休さん～                                                        | 加藤陽一                       | 豆冨こびい                                                                          | 岩田義彦                                                                            | 川口弘明 Ryu Se Hyeong | 8月20日        |
| 第20話 | 妖怪ニャハ体験砂夫の素直な必殺技4コマさん～線香花火～発表！妖怪似顔絵記者会見ヨウカイスイッチ！鬼から逃走中！妖怪劇場～金太郎～                                                             | 永野たかひろ                   | 矢野博之                                                                            | 藤代和也                                                                            | 石動仁 小宮山由美子 白石悟                                                                                                | 8月27日        |
| 第21話 | 妖怪ニャハ体験取調室と宿題と私4コマさん～ビーチバレー～発表！妖怪似顔絵記者会見USAピョンと学ぶ！妖怪の夏！ひと狩り行くズラ！～赤鬼～                                                        | 鴻野貴光                       | 須藤典彦                                                                            | 日下部優樹                                                                          | 西山華怜 阿部千秋 桝井一平 Han Hyun Ji                                                                                    | 9月3日         |
| 第22話 | イケメン犬とイケメンライフ！4コマさん～盛る～発表！妖怪似顔絵記者会見じんめん犬と恋の試練！妖怪劇場～ふぶき姫の記者会見～                                                                   | 井上亜樹子                     | ユキヒロマツシタ                                                                    | 森田侑希                                                                            | 飯飼一幸 高橋紀子 兼子秀敬                                                                                                | 9月10日        |
| 第23話 | なんでもかんでも自慢ハッタン4コマさん～ない～発表！妖怪似顔絵記者会見はしれコマさん！妖怪劇場～大きなカブ～                                                                                 | 松井香奈                       | 中村里美                                                                            | 内野宮光希                                                                          | 川口弘明 阿部千秋 Ryu Se Hyeong                                                                                           | 9月17日        |
| 第24話 | エンマ大王が来た！4エンマさん～まんじゅう～発表！妖怪似顔絵記者会見命がけのアルバイト妖怪劇場～エンマ大王様をおもてなし～                                                                   | 加藤陽一                       | 吉本毅                                                                              | 吉本毅                                                                              | 横山隆 | 9月24日        |
| 第25話 | わわわ!?わすれん帽パニック！4コマさん～寝言～発表！妖怪似顔絵記者会見妖怪パワースポットめぐり妖怪劇場～妖怪検定9級～                                                                        | 赤尾でこ                       | 須藤典彦                                                                            | 岩田義彦                                                                            | 西山華怜 阿部千秋 桝井一平 Han Hyun Ji                                                                                    | 10月1日        |
| 第26話 | 妖怪ニャハ体験遠足は妖怪がいっぱい4コマさん～とんぼ～発表！妖怪似顔絵記者会見和を極めよ！ラストブシニャン！妖怪劇場～うぃすの恩返し～                                                       | 永野たかひろ                   | 矢野博之                                                                            | 栗井重紀                                                                            | 白石悟 高橋紀子 斉藤香織 飯飼一幸 川島朋子                                                                                | 10月8日        |
| 第27話 | 妖怪ニャハ体験ダイエットはガマンモス！4コマさん～やきいも～発表！妖怪似顔絵記者会見遥か未来の田舎者！ロボコマが来た！ひと狩り行くズラ！～キュン太郎～                                       | 鴻野貴光                       | 豆冨こびい                                                                          | 日下部優樹                                                                          | 川口弘明 Moon Hee | 10月15日       |
| 第28話 | 妖怪ニャハ体験ざしきわらしのハッピーフィーバー！4コマさん～もみじ～発表！妖怪似顔絵記者会見ノガッパの河童道放て！ウィスパー砲！                                                             | 大知慶一郎                     | 佐々木勅嘉                                                                          | 藤代和也                                                                            | 石動仁 小宮山由美子 白石悟                                                                                                | 10月22日       |
| 第29話 | 妖怪ニャハ体験ミスタームービーンの学芸会オーディション4コマさん～ふうふう～発表！妖怪似顔絵記者会見緊急手術！ウィスパーをすくえ！妖怪劇場～赤鬼の謝罪会見～                                 | 井上亜樹子                     | ユキヒロマツシタ                                                                    | 佐々木純人                                                                          | Han Hyun Ji 桝井一平 ビッグオウル 鈴木伸一                                                                                | 10月29日       |
| 第30話 | 妖怪ニャハ体験ゲ・キ・ウ・ケ!?笑ウツボ！4コマさん～きのこ鍋～発表！妖怪似顔絵記者会見妖怪ハロウィン！トリック・オア・トリック！                                                             | 松井香奈                       | 豆冨こびい                                                                          | 森田侑希                                                                            | 飯飼一幸 高橋紀子 兼子秀敬                                                                                                | 11月5日        |
| 第31話 | 妖怪ニャハ体験ふわぁ～…獅子まるの眠たい武士修行4コマさん～栗～発表！妖怪似顔絵記者会見おれたち宝石泥棒クイズ！もんげータイム！                                                              | 加藤陽一                       | 矢野博之                                                                            | 岩田義彦                                                                            | 川口弘明 Moon Hee | 11月12日       |
| 第32話 | 妖怪ニャハ体験あかなめのチョコっとレロレロ!?4コマさん～腹筋～発表！妖怪似顔絵記者会見妖怪劇場特別編～熱血！妖怪ドッジボール部～                                                             | 永野たかひろ                   | 吉本毅                                                                              | 吉本毅                                                                              | 横山隆 | 11月19日       |
| 第33話 | 妖怪ニャハ体験ツチノコ捕獲大作戦！4コマさん～栓抜き～発表！妖怪似顔絵記者会見あつまれ ようかいの島ひと狩り行くズラ！～グレるりん～                                                          | 鴻野貴光                       | 須藤典彦                                                                            | 内野宮光希                                                                          | 西山華怜 阿部千秋 桝井一平 蕭宇庭 Han Hyun Ji                                                                             | 12月3日        |
| 第34話 | 妖怪ニャハ体験そのメガネ、うらやまスィー！4コマさん～目薬～発表！妖怪似顔絵記者会見お口の中の戦い！虫歯伯爵VS歯磨貴婦人！妖怪劇場～妖怪検定8級～                                            | 赤尾でこ                       | ユキヒロマツシタ                                                                    | 栗井重紀                                                                            | 白石悟 高橋紀子 飯飼一幸 五十嵐俊介                                                                                       | 12月10日       |
| 第35話 | 妖怪ニャハ体験ピントコーンVSリアクション大王！4コマさん～あったかい～発表！妖怪似顔絵記者会見ロボコマ リターンズ！放て！ウィスパー砲！第2弾                                                 | 大知慶一郎                     | 榎本明広                                                                            | 日下部優樹                                                                          | 川口弘明 Moon Hee | 12月17日       |
| 第36話 | 妖怪ニャハ体験クリスマススペシャル！フユニャンと消えたプレゼントの謎！4フユニャン～とっても冬～発表！妖怪似顔絵記者会見フユニャンとコマさん                                                 | 加藤陽一                       | 須藤典彦                                                                            | 藤代和也                                                                            | 石動仁 小宮山由美子 白石悟                                                                                                | 12月24日       |
| 第37話 | 妖怪ニャハ体験さいの目入道とすごろく勝負！4コマさん～あけましておめでとう～発表！妖怪似顔絵記者会見妖怪七草がゆを食べよう                                                                   | 松井香奈                       | 矢野博之                                                                            | 岩田義彦                                                                            | 安斉佳恵 桝井一平 Han Hyun Ji                                                                                             | 2022年 1月7日  |
| 第38話 | 妖怪ニャハ体験無茶ぶりっ子トレーニング4コマさん～パズル～発表！妖怪似顔絵記者会見りゅーくん 転職のススメひと狩りいくズラ！～さとりちゃん～                                                  | 鴻野貴光                       | 豆冨こびい                                                                          | 内野宮光希                                                                          | 川口弘明 阿部千秋 Moobon Hyeong Jun Choi Yoon Hee                                                                         | 1月14日        |
| 第39話 | 妖怪ニャハ体験肩凝りってつらいの？4コマさん～ピザ～発表！妖怪似顔絵記者会見デリバリー！『ウーバー妖ツ』をはじめよう！妖怪劇場～北風と太陽～                                                 | 永野たかひろ                   | 中村里美                                                                            | 日下部優樹                                                                          | 岩﨑夏奈 桝井一平 | 1月21日        |
| 第40話 | 妖怪ニャハ体験お願いお願い！一生のお願い！4コマさん～サナギ～発表！妖怪似顔絵記者会見オロチのマフラー                                                                                       | 赤尾でこ                       | 豆冨こびい                                                                          | 栗井重紀                                                                            | 白石悟 高橋紀子 斎藤香織 高橋こう平 中山知子 山本彩加                                                                     | 1月28日        |
| 第41話 | 妖怪ニャハ体験大乱闘！妖怪オンラインゲーム！4コマさん～白い息～発表！妖怪似顔絵記者会見妖怪パッドを落としただけなのに妖怪劇場〜妖怪が合体したら……〜                                         | 大知慶一郎                     | ユキヒロマツシタ                                                                    | 辻橋綾佳                                                                            | 安斉佳穂 阿部千秋 Moobon Hyeong Jun Choi Yoon Hee                                                                         | 2月4日         |
| 第42話 | 妖怪ニャハ体験めざせ！ベスト・オブ・ボタン押しニスト！4エンマさん～コイ～発表！妖怪似顔絵記者会見エンマとコマさんふたり旅妖怪劇場〜婚約発表記者会見〜                                       | 井上亜樹子                     | 吉本毅                                                                              | 興満録助                                                                            | 松本勝次 本舘耐 山縣クリカ 呉耀 趙杰 張金浩                                                                               | 2月11日        |
| 第43話 | 妖怪ニャハ体験ふぶき姫の妖怪雪合戦！4コマさん～かみどめ～発表！妖怪似顔絵記者会見椿姫のバレンタインひと狩りいくズラ！〜ミツマタノヅチ〜                                                     | 鴻野貴光                       | 佐藤真人                                                                            | 森田侑希                                                                            | 飯飼一幸 高橋紀子 兼子秀敬 川島朋子                                                                                       | 2月18日        |
| 第44話 | 妖怪ニャハ体験大爆発!?上履きの香り！4コマさん～ねこ～発表！妖怪似顔絵記者会見コマさん、孫になるニャーサー王物語 第1章                                                                       | 加藤陽一                       | 豆冨こびい                                                                          | 岩田義彦                                                                            | 川口弘明 Han Hyun Ji | 2月25日        |
| 第45話 | 妖怪ニャハ体験冬は布団で寝コロンブス！4コマさん～UFO～発表！妖怪似顔絵記者会見がんばれ！新米ざしきわらし！                                                                                  | 松井香奈                       | 宮崎なぎさ                                                                          | 田尻賀子                                                                            | 福島喜晴 | 3月4日         |
| 第46話 | 妖怪ニャハ体験最強すぎる腕ずもう対決！4コマさん～自転車のカギ～発表！妖怪似顔絵記者会見妖怪劇場特別編～超熱血！妖怪ドッジボール部～                                                         | 永野たかひろ                   | 吉本毅                                                                              | 内野宮晃希                                                                          | 阿部千秋 安斉佳穂 MooBon Hyeong Jun Choi Yoon Hee                                                                         | 3月11日        |
| 第47話 | 妖怪ニャハ体験ウィスパーになりたい！4コマさん～ものまね～発表！妖怪似顔絵記者会見ジバニャンの婚活ものがたりひと狩りいくズラ！～笑ウツボ～                                                   | 鴻野貴光                       | 須永司                                                                              | 栗井重紀                                                                            | 白石悟 山本彩加 斎藤香織 高橋こう平                                                                                       | 3月18日        |
| 第48話 | 妖怪ニャハ体験習いごとがつづかな僧！4コマさん～お花見～発表！妖怪似顔絵記者会見ジェントル面犬のマナー講座妖怪劇場～妖怪検定7級～                                                            | 赤尾でこ                       | 佐藤真人                                                                            | 日下部優樹                                                                          | 川口弘明 YABES | 3月25日        |
| 第49話 | 妖怪ニャハ体験エイプリルフールにだまされるな！4コマさん～新入生～発表！妖怪似顔絵記者会見立ち上がれ！ブリー隊長！妖怪劇場～妖怪一発勝負～                                                   | 大知慶一郎                     | 宮崎なぎさ                                                                          | 武田秀樹                                                                            | 松本勝次 本舘耐 山縣クリカ トップギア 暁・火鳥動画制作集団                                                                | 4月1日         |
| 第50話 | 妖怪ニャハ体験花粉症をなおせ！4コマさん～ワイヤレスイヤホン～発表！妖怪似顔絵記者会見敏腕妖怪スカウトマン！ウィスパー！妖怪劇場～白雪姫と7匹の子猫～                                        | 永野たかひろ                   | 土屋日                                                                              | 辻橋綾佳                                                                            | 阿部千秋 安斉佳恵 Bae Geon yeong Kim Ran yeong                                                                            | 4月8日         |
| 第51話 | 妖怪ニャハ体験知ったかぶりはだれのしわざ!?4コマさん～手相～発表！妖怪似顔絵記者会見ツチノコのハッピーサプライズ妖怪劇場～妖怪大食い王決定戦～                                               | 井上亜樹子                     | 境南寿三郎 興満録助                                                                 | 森田侑希                                                                            | 飯飼一幸 高橋こあい平 兼子秀敬 白石悟                                                                                     | 4月15日        |
| 第52話 | 妖怪ニャハ体験命をかけた席替え！4コマさん～綿毛～発表！妖怪似顔絵記者会見ジバニャンの桜前線北上中！妖怪劇場～怪盗コマン三世～                                                               | 松井香奈                       | 須永司                                                                              | 岩田義彦                                                                            | 川口弘明 YABES Moon Bon Hyeong Jun Choi Yoon Hee                                                                          | 4月22日        |
| 第53話 | 妖怪ニャハ体験ゼッタイ！フミちゃんと帰ろう！4コマさん～スゴいの見つけた～発表！妖怪似顔絵記者会見どこ行った!?ウィスパーの大事なもの！ニャーサー王物語 第2章                                 | 加藤陽一                       | 藤田健太郎                                                                          | 田尻賀子                                                                            | 福島喜晴 桜井木の実 | 4月29日        |
| 第54話 | 妖怪ニャハ体験結成！夜更かし最強チーム！4コマさん～リレー～発表！妖怪似顔絵記者会見ジバニャンのヒッチハイク奮闘記妖怪劇場～桃太郎のその後～                                                 | 永野たかひろ                   | 中村里美                                                                            | 内野宮光希                                                                          | 安斉佳恵 Kim Eun Ha | 5月6日         |
| 第55話 | 妖怪ニャハ体験史上最長！長い長い長～い戦い！4コマさん～かわ～発表！妖怪似顔絵記者会見ブシニャン武芸帳ひと狩りいくズラ！～ノガッパ～                                                         | 鴻野貴光                       | 中川聡                                                                              | 日下部優樹                                                                          | カヲンヌリ Song Hyen ju Kim Ran yeong Bae Geun yeong                                                                      | 5月13日        |
| 第56話 | 妖怪ニャハ体験やり直し！母の日！4コマさん～あっち向いてホイ～発表！妖怪似顔絵記者会見激ウマ！妖怪カレーの秘密！妖怪劇場～ニャン遊記～                                                       | 赤尾でこ                       | 豆冨こびい                                                                          | 栗井重紀                                                                            | 白石悟 柳瀬譲二 高橋こう平                                                                                                | 5月20日        |
| 第57話 | 妖怪ニャハ体験妖怪が見えるフミちゃん!?4コマさん～匂い～発表！妖怪似顔絵記者会見永遠のライバル!?オロチVSキュウビ！妖怪劇場～ハンドメイドマーケット～                                         | 井上亜樹子                     | 須永司                                                                              | 辻橋綾佳                                                                            | 安斉佳恵 西山華怜 桝井一平 CHOI YOON HEE                                                                                  | 5月27日        |
| 第58話 | 妖怪ニャハ体験激痛！足の小指をぶつけるな！4コマさん～ドーナツ～発表！妖怪似顔絵記者会見妖怪執事ナンバーワン決定戦！妖怪劇場～妖魔界いきすぎ都市伝説～                                       | 松井香奈                       | 佐藤真人                                                                            | 武田秀樹                                                                            | 松本勝次 本舘耐 山縣クリカ 孙振亮 暁・火鳥動画制作集団                                                                    | 6月3日         |
| 第59話 | 妖怪ニャハ体験レジでの注文！テンパるンバ！4コマさん～ダーツ～発表！妖怪似顔絵記者会見恐怖!?妖怪健康診断ひと狩りいくズラ！～泥田坊～                                                         | 鴻野貴光                       | 宮崎なぎさ                                                                          | 岩田義彦                                                                            | 川口弘明 Kim Eun Ha | 6月10日        |
| 第60話 | 妖怪ニャハ体験プログラミングをハッキング！4コマさん～かたつむり～発表！妖怪似顔絵記者会見コマさん、ペットになるニャーサー王物語 第3章                                                       | 加藤陽一                       | 土屋日                                                                              | 森田侑希                                                                            | 飯飼一幸 白石悟 兼子秀敬 高橋こう平 川島朋子                                                                              | 6月17日        |
| 第61話 | 妖怪ニャハ体験突撃！焼き肉食べ放題！4コマさん～長靴～発表！妖怪似顔絵記者会見激闘！妖怪水かけ祭り！妖怪劇場～浦島太郎のその後～                                                             | 永野たかひろ                   | 吉本毅                                                                              | 日下部優樹                                                                          | 安斉佳恵 Choi Yoon Hee | 6月24日        |
| 第62話 | 妖怪ニャハ体験大ピンチ！閉じ込められたケータたち4コマさん～扇風機～発表！妖怪似顔絵記者会見妖怪ガールズトーク♪妖怪劇場～人魚姫～                                                            | 井上亜樹子                     | 宮崎なぎさ                                                                          | 清水明                                                                              | 川口弘明 Park Yeong-hi Park Eun-a                                                                                         | 7月1日         |
| 第63話 | 妖怪ニャハ体験虫取りはムシできぬ試練！4コマさん～力くらべ～発表！妖怪似顔絵記者会見グッモーニン！？セミまる妖怪劇場～ニャン遊記 其之弐～                                                    | 赤尾でこ                       | 内野宮晃希                                                                          | 内野宮晃希                                                                          | 阿部千秋 安斉佳恵 YABES KIM EUN HA                                                                                        | 7月8日         |
| 第64話 | 妖怪ニャハ体験エジソンと自由研究！4コマさん～日焼け～発表！妖怪似顔絵記者会見じんめん犬のケーキ屋さん妖怪劇場～妖魔界いきすぎ都市伝説 パート2～                                             | 松井香奈                       | 豆冨こびい                                                                          | 栗井重紀                                                                            | 白石悟 高橋こう平 川島明子 兼子秀敬 Kプロ                                                                                 | 7月15日        |
| 第65話 | 妖怪ニャハ体験夏休み！釣れない魚釣り！4コマさん～あさがお観察～発表！妖怪似顔絵記者会見妖怪百物語ひと狩りいくズラ！～かりパックン～                                                         | 鴻野貴光                       | 藤田健太郎                                                                          | 岩田義彦                                                                            | 川口弘明 YABES Choi Yoon Hee                                                                                              | 7月22日        |
| 第66話 | 妖怪ニャハ体験ガマンできないタイムセール！4コマさん～ゴマ～発表！妖怪似顔絵記者会見妖怪女子刑務所妖怪劇場～絵しりとり～                                                                     | 井上亜樹子                     | 前屋俊広                                                                            | 日下部優樹                                                                          | 安斉佳恵 Kim Eun Ha | 7月29日        |
| 第67話 | 妖怪ニャハ体験お昼ゴハン代 節約大作戦！4コマさん～水あめ～発表！妖怪似顔絵記者会見夏本番！あせっか鬼は大忙し妖怪劇場～あまのジャックと豆の木～                                              | 永野たかひろ                   | 佐藤真人                                                                            | 武田秀樹                                                                            | 松本勝次 本舘耐 山縣クリカ トップギア 孙振亮                                                                              | 8月5日         |
| 第68話 | 妖怪ニャハ体験妖怪も夏休みSP！コマ兄弟 実家に帰る4コマさん～夏の冬休み～発表！妖怪似顔絵記者会見ジバニャン 海へ行く                                                                         | 加藤陽一                       | 矢野博之                                                                            | 辻橋綾佳                                                                            | 川口弘明 阿部千秋 YABES Choi Yoon Hee                                                                                     | 8月12日        |
| 第69話 | 妖怪ニャハ体験奇跡！ケータ、夏休みの宿題を終わらせる4コマさん～雷～発表！妖怪似顔絵記者会見最速妖怪決定戦！サマーバケーションレース！ひと狩りいくズラ！～まるナゲット～                     | 鴻野貴光                       | 土屋日                                                                              | 森田侑希                                                                            | 飯飼一幸 白石悟 兼子秀敬 佐藤道雄                                                                                         | 8月26日        |
| 第70話 | 妖怪ニャハ体験おとなブリたいお年頃！4コマさん～夏の思い出～発表！妖怪似顔絵記者会見戦え！ヘルズプリンセス！～結婚式の陰謀～妖怪劇場～ロシアンシュークリーム～                               | 井上亜樹子                     | 榎本明広                                                                            | 清水明                                                                              | 安斉佳恵 桝井一平 鈴木伸一 Lee Chan Joo                                                                                   | 9月2日         |
| 第71話 | 妖怪ニャハ体験夏は毎日そうめん！4コマさん～流しそうめん～発表！妖怪似顔絵記者会見伝説のフワフワかき氷妖怪劇場～ニャン遊記 其之参～                                                          | 赤尾でこ                       | 豆冨こびい                                                                          | 岩田義彦                                                                            | 川口弘明 西山華怜 Park Yeong hi Park Eun-a Mubon Hyeong-jun Choi Eun-yeong Choi Yun-hi                                    | 9月9日         |
| 第72話 | 妖怪ニャハ体験あこがれのヘアスタイル4コマさん～ふかふかソファ～発表！妖怪似顔絵記者会見こんな台風あり!?妖怪台風当番！妖怪劇場～大喜利～                                                     | 近藤祐次                       | 前屋俊広                                                                            | 栗井重紀                                                                            | 白石悟 柳瀬譲二 Kプロ | 9月16日        |
| 第73話 | 妖怪ニャハ体験衝撃の新機能!?妖怪ウォッチ零式を探せ！4コマさん～零式～発表！妖怪似顔絵記者会見妖怪ウォッチ零式の秘密だニャン！                                                               | 加藤陽一                       | 内野宮晃希                                                                          | 内野宮晃希                                                                          | 安斉佳恵 Choi Yoon Hee | 9月23日        |
| 第74話 | 妖怪ニャハ体験先輩！お月見したいんですけど！4コマさん～お月見～発表！妖怪似顔絵記者会見妖怪ルームシェア妖怪劇場～妖怪警察24時～                                                             | 永野たかひろ                   | 宮崎なぎさ                                                                          | 日下部優樹                                                                          | 川口弘明 桝井一平 Lee Chan Joo                                                                                            | 9月30日        |
| 第75話 | 妖怪ニャハ体験合唱！くちパクにご注意！4コマさん～DIY～発表！妖怪似顔絵記者会見全世界待望!?ウィスパー、映画に出る妖怪劇場～妖魔界いきすぎ都市伝説 パート3～                                  | 松井香奈                       | 佐藤真人                                                                            | 清水明                                                                              | 安斉佳恵 桝井一平 Park Yeong hi Park Eun a Choi Eun yeong Choi Yun hi                                                     | 10月7日        |
| 第76話 | 妖怪ニャハ体験お祭りだ！射的は真剣勝負！4コマさん～車～発表！妖怪似顔絵記者会見旬のフルーツニャン狩りひと狩りいくズラ！～つられたろう丸～                                                   | 鴻野貴光                       | 土屋日                                                                              | 興満録助                                                                            | 本舘耐 山縣クリカ トップギア 孙振亮                                                                                       | 10月14日       |
| 第77話 | 妖怪ニャハ体験鉛筆くるくるく～るくる！4コマさん～ヒマな日～発表！妖怪似顔絵記者会見チョコボーたちの日々妖怪劇場～ニャン遊記 其之四～                                                        | 赤尾でこ                       | 須永司                                                                              | 岩田義彦                                                                            | 川口弘明 阿部千秋 Choi Yoon Hee                                                                                           | 10月21日       |
| 第78話 | 妖怪ニャハ体験ガチで目指せ！ベスト オブ ハロウィニスト！4コマさん～トリック オア トリート～発表！妖怪似顔絵記者会見戦え！ヘルズプリンセス！～危険なハロウィン～妖怪劇場～ハロウィンナイト～ | 井上亜樹子                     | 宮崎なぎさ                                                                          | 森田侑希                                                                            | 飯飼一幸 白石悟 兼子秀敬                                                                                                  | 10月28日       |
| 第79話 | 妖怪ニャハ体験ケータ、放送委員になる！4コマさん～蛇口～発表！妖怪似顔絵記者会見究極の妖怪サバイバルレース！YOSUKE妖怪劇場～魔法のじゅうたん～                                               | 近藤祐次                       | 豆冨こびい                                                                          | 辻橋綾佳                                                                            | 安斉佳恵 Lee Chan Joo | 11月4日        |
| 第80話 | 妖怪ニャハ体験ガシャに福引き！当たりをめざせ！4コマさん～まつたけ～発表！妖怪似顔絵記者会見あしたのニャー妖怪劇場～妖怪警察24時 ファイル2～                                                 | 永野たかひろ                   | 吉本毅                                                                              | 栗井重紀                                                                            | 白石悟 柳瀬譲二 Kプロ | 11月11日       |
| 第81話 | 妖怪ニャハ体験自分がイヤイヤ！じこけん王！4コマさん～栗拾い～発表！妖怪似顔絵記者会見奪われた焼き芋！ならず者はおならず者！妖怪劇場～妖魔界 いきすぎ都市伝説 パート4～                      | 松井香奈                       | 佐藤真人                                                                            | 岩田義彦                                                                            | 川口弘明 Lee Chan Joo | 11月25日       |
| 第82話 | 妖怪ニャハ体験ニオう軍団！その名は不潔ファイブ！4コマさん～落ち葉～発表！妖怪似顔絵記者会見戦え！ヘルズプリンセス！～盗まれた玉手箱～妖怪劇場～じんめん犬のじんめんファイル～               | 井上亜樹子                     | 榎本明広                                                                            | 日下部優樹                                                                          | 安斉佳恵 YABES Choi Yoon Hee Seo Sung Jong Lee Chan Joo                                                                   | 12月2日        |
| 第83話 | 妖怪ニャハ体験静かなる学級会！誰か手ぇあげてよ！4コマさん～野球 2球目～発表！妖怪似顔絵記者会見妖怪再生工場～呼ばれざる妖怪たち～ひと狩りいくズラ！～ガマンモス～                           | 鴻野貴光                       | 豆冨こびい                                                                          | 興満録助                                                                            | 本舘耐 山縣クリカ トップギア 李品華                                                                                       | 12月9日        |
| 第84話 | 妖怪ニャハ体験松葉杖、めっちゃカッコいい！4コマさん～アメンボ～発表！妖怪似顔絵記者会見妖怪カレンダーを作ろう！妖怪劇場～ニャン遊記 其之伍～                                                | 赤尾でこ                       | 内野宮晃希                                                                          | 内野宮晃希                                                                          | 川口弘明 阿部千秋 カヲンヌリ Park Yeong-hi Choi Eun-yeong Choe Yun-hui                                                    | 12月16日       |
| 第85話 | 妖怪ニャハ体験クイズ対決！サンタク老師とクリスマスパーティー！4コマさん～クリスマスプレゼント～発表！妖怪似顔絵記者会見戦え！ヘルズプリンセス～サンタを救え～妖怪劇場～サンタのお仕事～     | 井上亜樹子                     | 宮崎なぎさ                                                                          | 森田侑希                                                                            | 飯飼一幸 白石悟 兼子秀敬 安東恒大 川島明子 五十嵐俊介                                                                     | 12月23日       |
| 第86話 | 妖怪ニャハ体験お正月！今年のおモチ決定戦！4コマさん～初日の出～発表！妖怪似顔絵記者会見必ず当たる!?YOみくじ！妖怪劇場～妖魔界いきすぎ都市伝説 パート5～                                     | 松井香奈                       | 吉本毅                                                                              | 岩田義彦                                                                            | 安斉佳恵 Lee Chan Joo | 2023年 1月6日  |
| 第87話 | 妖怪ニャハ体験ケータ、フツーに戻りたい4コマさん～塀～発表！妖怪似顔絵記者会見オトナは誰だ!?妖怪成人式妖怪劇場～コマの恩返し5～                                                              | 近藤祐次                       | ユキヒロマツシタ                                                                    | 辻橋綾佳                                                                            | 川口弘明 Choi Yoon Hee | 1月13日        |
| 第88話 | 妖怪ニャハ体験集まれ！鼻水系妖怪！4コマさん～ねぐせ～発表！妖怪似顔絵記者会見りゅーくんの進めドラゴンロード！ひと狩りいくズラ！～百々目鬼～                                                 | 鴻野貴光                       | 豆冨こびい                                                                          | 日下部優樹                                                                          | 阿部千秋 | 1月20日        |
| 第89話 | 妖怪ニャハ体験ビシッ！なわとびの痛みを乗り越えろ！4コマさん～ソリ～発表！妖怪似顔絵記者会見ニャンコいち武道会妖怪劇場～妖怪警察24時 ファイル3～                                             | 永野たかひろ                   | 佐藤真人                                                                            | 栗井重紀                                                                            | 白石悟 柳瀬譲二 Kプロ | 1月27日        |
| 第90話 | 妖怪ニャハ体験荷物を持つのダリ～っす！4コマさん～アイマスク～発表！妖怪似顔絵記者会見ワタクシがオレっちでオレっちがワタクシ!?妖怪劇場～妖怪人狼ゲーム～                                     | 赤尾でこ                       | 須永司                                                                              | 内野宮晃希                                                                          | Lee Chan Joo Park Yeong hi                                                                                                | 2月3日         |
| 第91話 | 妖怪ニャハ体験チョコバナーナのバレンタイン修行4コマさん～あげたい人～発表！妖怪似顔絵記者会見戦え！ヘルズプリンセス！～チョコを狙う者たち～妖怪劇場～それぞれのバレンタイン～               | 井上亜樹子                     | 宮崎なぎさ                                                                          | 岩田義彦                                                                            | 安斉佳穂 川口弘明 山本径子                                                                                                | 2月10日        |
| 第92話 | 妖怪ウォッチ♪特別編 オラとコマじろうのもんげー思い出に残ったお話 大発表スペシャルズラ！ | 加藤陽一 永野たかひろ 赤尾でこ | （特別編制作スタッフ） 制作管理：金子栄一郎 ディレクター：西島一石 制作協力：アニキ | （特別編制作スタッフ） 制作管理：金子栄一郎 ディレクター：西島一石 制作協力：アニキ | （特別編制作スタッフ） 制作管理：金子栄一郎 ディレクター：西島一石 制作協力：アニキ                                       | 2月17日        |
| 第93話 | 妖怪ニャハ体験お家に入りたい4コマさん～ケーキ～発表！妖怪似顔絵記者会見春、まだ来ないの？ひと狩りいくズラ！～ネガティブーン～                                                               | 鴻野貴光                       | 豆冨こびい                                                                          | 武田秀樹                                                                            | 本舘耐 山縣クリカ トップギア 李品华                                                                                       | 2月24日        |
| 第94話 | 妖怪ニャハ体験追い抜きたくなる通学路4コマさん～お茶の作法～発表！妖怪似顔絵記者会見なんかで荘の新人管理人 じんめん犬！妖怪劇場～妖怪警察24時 ファイル4～                                    | 永野たかひろ                   | 須永司                                                                              | 森田侑希                                                                            | 飯飼一幸 白石悟 高橋紀子                                                                                                  | 3月3日         |
| 第95話 | 妖怪ニャハ体験フーセンガムを膨らませたい！4コマさん～お鼻チーン～発表！妖怪似顔絵記者会見激闘！妖怪野球大会！                                                                               | 赤尾でこ                       | 吉本毅                                                                              | 日下部優樹                                                                          | Lee Chan Joo Choi Yoon Hee                                                                                                | 3月10日        |
| 第96話 | 妖怪ニャハ体験テストの絶望！4コマさん～映画館～発表！妖怪似顔絵記者会見エンマ大王のお付きオーディション！                                                                                   | 加藤陽一                       | 矢野博之                                                                            | 泉保良輔                                                                            | 阿部千秋 | 3月17日        |
| 第97話 | 妖怪ニャハ体験妖怪ウォッチ♪ ジバニャンvsコマさん もんげー大決戦だニャン～前編～発表！妖怪似顔絵記者会見                                                                                     | 加藤陽一                       | 須永司                                                                              | 日下部優樹                                                                          | 川口弘明 Kim Ran-yeong Mubon Hyeong-jun Park Yeong-hi Park Eun-a Bae Geun-yeong Back Yeon-ju Song Hyeon-ju Choi Eun-yeong | 3月24日        |
| 第98話 | 妖怪ウォッチ♪ ジバニャンvsコマさん もんげー大決戦だニャン ～後編～発表！妖怪似顔絵記者会見                                                                                                  | 加藤陽一                       | 須永司                                                                              | 須永司                                                                              | 安斉佳恵 阿部千秋 桝井一平 Choi Yoon Hee                                                                                  | 3月31日        |

| タイトル               | 放映話数 | 主役                   |
| ---------------------- | --- | ---------------------- |
| 4コマさん              | 1〜91、93〜96 | コマさん、コマじろう   |
| 妖怪似顔絵記者会見     | 1〜91、93〜98 | ジバニャン             |
| ヨウカイスイッチ!      | 1〜4、6、9、13、15、20 | ウィスパー             |
| 妖怪劇場               | 1、2、4〜7、9～12、14〜16、18、19、22～26、29、32、34、39、41、42、46、48～52、54、56～58、61～64、66、67、70～72、74、75、77～82、84〜87、89、91、94 | -                      |
| ひと狩り行くズラ!      | 3、8、13、17、21、27、33、38、43、47、55、59、65、69、76、83、88、93                                                                                  | コマさん、コマじろう   |
| 放て!ウィスパー砲!     | 28、35 | ウィスパー             |
| ニャーサー王物語       | 44、53、60 | ジバニャン、ウィスパー |
| 戦え!ヘルズプリンセス! | 70、78、82、85、91 | ふぶき姫、椿姫、百鬼姫 |

## ネット局
| 放送期間                                                    | 放送時間                              | 放送局             | 対象地域       | 備考                                                      |
| ----------------------------------------------------------- | ------------------------------------- | ------------------ | -------------- | --------------------------------------------------------- |
| 2021年4月9日 - 2023年3月31日                                | 金曜 18:25 - 18:55                    | テレビ東京         | 関東広域圏     | 製作局                                                    |
|                                                             |                                       | テレビ北海道       | 北海道         |                                                           |
|                                                             |                                       | テレビ愛知         | 愛知県         |                                                           |
|                                                             |                                       | テレビ大阪         | 大阪府         |                                                           |
|                                                             |                                       | テレビせとうち     | 岡山県・香川県 |                                                           |
|                                                             |                                       | TVQ九州放送        | 福岡県         |                                                           |
| 2021年4月10日 - 2022年3月26日                               | 土曜 7:00 - 7:30                      | BSテレ東           | 日本全域       | BS/BS4K放送 / 第48話で打ち切り                            |
| 2021年4月22日 - 2023年4月13日                               | 木曜 17:00 - 17:30                    | テレビ和歌山       | 和歌山県       |                                                           |
| 2021年4月23日 - 2023年4月14日                               | 金曜 17:25 - 17:55                    | びわ湖放送         | 滋賀県         |                                                           |
| 2021年4月25日 - 2022年4月24日                               | 日曜 11:00 - 11:30                    | 長崎放送           | 長崎県         | 第50話で打ち切り                                          |
| 2021年4月30日 - 2023年4月21日                               | 金曜 18:25 - 18:53                    | 岐阜放送           | 岐阜県         | テレビ東京系列との同時刻ではあるが遅れネット              |
| 2021年6月5日 - 2023年5月20日                                | 土曜 17:30 - 18:00                    | キッズステーション | 日本全域       | CS放送                                                    |
| 2021年7月19日 - 2022年6月27日 2022年7月29日 - 2023年6月30日 | 月曜 20:00 - 20:30 金曜 20:30 - 21:00 | AT-X               | 日本全域       | CS放送 / リピート放送あり                                 |
| 2021年8月4日 - 2022年1月26日 2022年2月1日 - 2023年8月29日   | 水曜 8:00 - 8:30 火曜 7:30 - 7:59     | 奈良テレビ         | 奈良県         |                                                           |
| 2021年8月29日 - 2023年5月28日 2023年6月4日 - 7月2日         | 日曜 5:15 - 5:45 日曜 5:15 - 6:15     | テレビユー山形     | 山形県         | 2023年6月4日から7月2日までは日曜 5:15 - 6:15に2話連続放送 |
| 2021年9月5日 - 2023年8月6日                                 | 日曜 6:30 - 7:00                      | 福島中央テレビ     | 福島県         |                                                           |
| 2021年10月29日 - 2023年9月15日                              | 金曜 17:00 - 17:30                    | 三重テレビ         | 三重県         |                                                           |
| 2021年12月12日 - 2023年11月19日                             | 日曜 6:15 - 6:45                      | 信越放送           | 長野県         |                                                           |

### ネット配信
| 配信サイト                                       | 配信期間                      | 配信時間         | 備考                                                  |
| ------------------------------------------------ | ----------------------------- | ---------------- | ----------------------------------------------------- |
| 妖怪ウォッチ公式チャンネル 「妖Tube」（YouTube） | 2021年4月16日 - 2023年4月14日 | 金曜更新         | 第1話は常時配信、見逃し配信は前週放送分を金曜に配信。 |
| 妖怪ウォッチ公式チャンネル 「妖Tube」（YouTube） | 2025年5月14日 -               | 水・金・土曜更新 | 1エピソードずつ常時配信。                             |

## コラボレーション
- 2021年6月12日に『新幹線変形ロボ シンカリオンZ』とのスペシャルコラボ特番「夢の激突! ジバニャンVSスマット」を放送[8]。
- 第17話〜第21話は『妖怪大戦争 ガーディアンズ』とのコラボで「妖怪まちがいさがし」および提供クレジットにて同作の妖怪がイラストで登場[注 15]。
- 第67話から「妖怪ウォッチ♪ドリームコラボプロジェクト」を実施。提供クレジットにて各キャラクターとのコラボイラストが登場[注 15]。またコラボ動画配信・グッズ発売もされた[9]。
  - 第1弾：クマーバチャンネル（#67 - #70）[10][11]
  - 第2弾：ラスカル（#71 - #74）[12][13]
  - 第3弾：たまごっち（#75 - #78）[14]
  - 第4弾：にゃんこ大戦争（#79 - #82）[15]
  - 第5弾：こどもにゃんこ（#90 - #93）[16]

## 劇場版
- 『映画 妖怪ウォッチ♪ ケータとオレっちの出会い編だニャン♪ワ、ワタクシも〜♪♪』（2021年） - アニメ第1作の第1話・第25話に新作パートを追加し、4K解像度にてデジタルシネマ化。
- 『妖怪ウォッチ♪ ジバニャンvsコマさん もんげー大決戦だニャン』（2023年） - 本作の第97話・第98話（最終話）として、前・後編に分けて放送[注 16]。

## dTV/Lemino版
定額制動画配信サービスのdTV（現：Lemino）でオリジナルエピソードを配信した。全3話。
| 話数  | サブタイトル                                              | 脚本       | 絵コンテ | 演出     | 作画監督                            | 配信日          |
| ----- | --------------------------------------------------------- | ---------- | -------- | -------- | ----------------------------------- | --------------- |
| 第1話 | 妖怪ニャハ体験4コマさん～シャンプー～妖怪劇場～実演販売～ | 井上亜樹子 | 須藤典彦 | 森田侑希 | 飯飼一幸 高橋紀子 兼子英敬 川島朋子 | 2021年 12月24日 |
| 第2話 | ブカッコウにさせないで！                                  | 井上亜樹子 | 須藤典彦 | 森田侑希 | 飯飼一幸 高橋紀子 兼子英敬 川島朋子 | 12月31日        |
| 第3話 | チョコボーからの卒業                                      | 井上亜樹子 | 須藤典彦 | 森田侑希 | 飯飼一幸 高橋紀子 兼子英敬 川島朋子 | 2022年 1月7日   |

## プラネタリウム
- 『妖怪ウォッチ♪ コマさんからのSOS!ブラックホールへレッツゴーだニャン♪』
2022年7月より上映。コニカミノルタプラネタリウム製作のプラネタリウム番組第2作。全天周CG＋フルアニメーション[17][18]。